# Divočina Alpine Lakes
Divočina Alpine Lakes (angl. Alpine Lakes Wilderness) je velká oblast divočiny v Kasádovém pohoří, v americkém státě Washington. Divočina se nachází v částech národních lesů Wenatchee a Snoqualmie. Na jihu ji ohraničuje mezistátní dálnice Interstate 90 a Snoqualmijský průsmyk, na severu silnice U.S. Route 2 a Stevensův průsmyk. Se svými přibližnými 1 600 km² je Alpine Lakes Wilderness největší divočinou v blízkosti velkých měst oblasti Pugetova zálivu.

## Historie
Divočina byla původně vyznačena roku 1946 jako území s limitovaným vstupem, to ale neposkytovalo možnost ochránit ji před extrakcí zdejších zdrojů. Okolí bylo původně využíváno k těžbě, ''dřevorubnictví'' a sbírání kožešiny, což vedlo ke stavení silnic, deforestaci a celkového ekologického zhoršení. Projekty vedoucí k významnější ochraně oblasti začaly v padesátých letech. Nakonec ale správa lesů navrhla, že zde postaví silnici mezi Snoqualmijským národním lesem a North Bendem, aby se zvýšil vývoz dřeva. Důležitý krok provedl coloradský kongresman Wayne Aspinall, jehož listina zaručila, že o utvoření nových divočin bude jednat kongres, nikoli samostatné federální správy chráněných území.

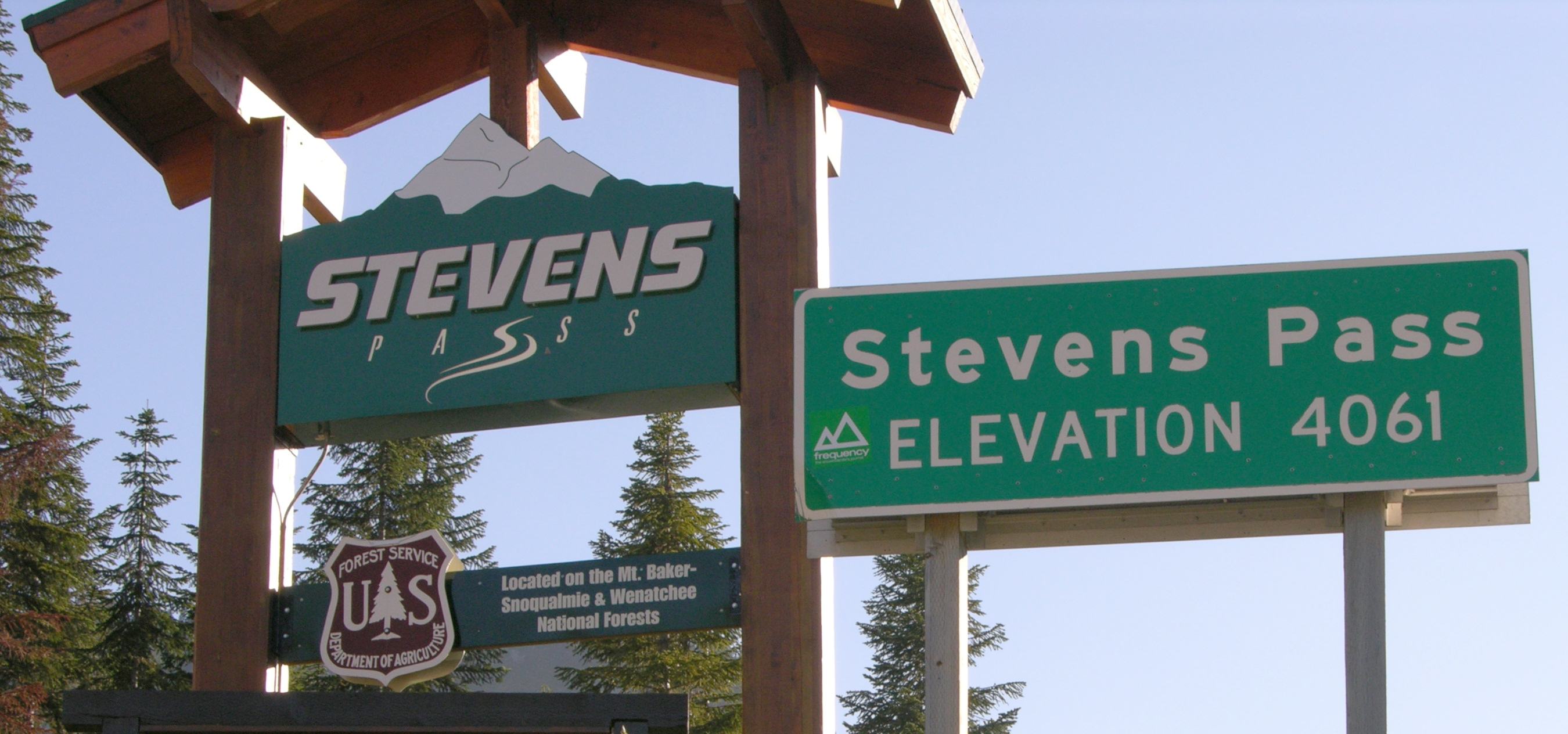
Historická oblast Stevensův průsmyk.

V roce 1976, po vyčerpávajících debatách a dalších událostech nakonec prezident Ford rozhodl o vytvoření divočiny Alpine Lakes. S tím byla také do národního registru historických míst přidána čtyři historicky významná místa, např. Stevensův průsmyk nebo město Liberty. V roce 2010 kongresman a bývalý šerif okresu King Dave Reichert navrhl rozšíření divočiny o dalších 89 km².

## Geologie
Divočina Alpine Lakes obsahuje jednu z topograficky nejhrubějších částí Kaskádového pohoří, nachází se zde strmé štíty a vrcholy, hluboké ledovcové údolí, žulové zdi a více než 700 horských jezer. Geologické události před mnoha lety vytvořily různorodé topografické podmínky a drastické změny nadmořské výšky což vedlo k různým klimatickým odlišnostem od zbytku Kaskád. To zase vedlo k různorodosti vegetace a rozdělení oblasti do několika ekoregionů. Změna nadmořské výšky se pohybuje mezi 300 metry v nižších nadmořských výškách a až 2 700 metry na hoře Mount Stuart.

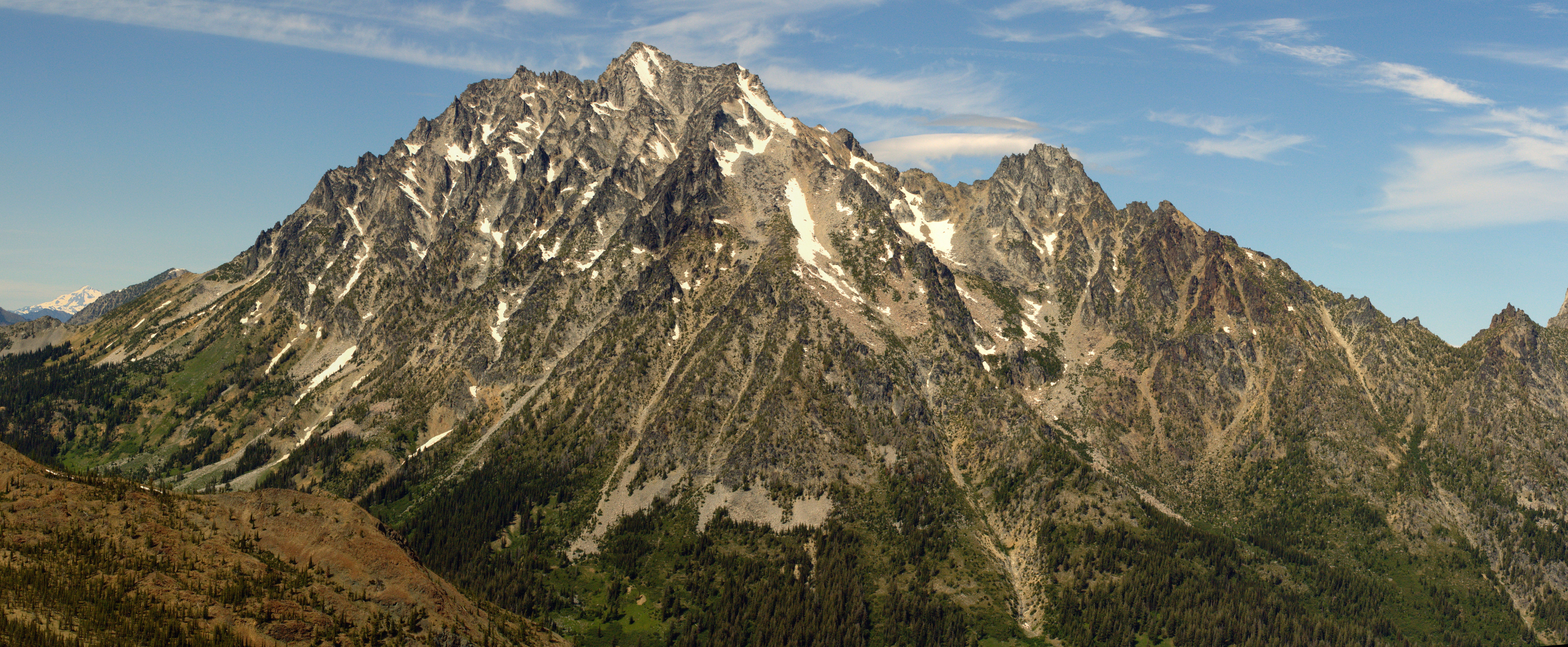
Mount Stuart, nejvyšší hora divočiny.

Historie Kaskádového pohoří sahá daleko do minulosti, až do pozdního eocénu. Nadsouvání Severoamerické desky na Pacifickou způsobilo řadu sopečných aktivit. Malé zlomky terránů vytvořily Severní Kaskády zhruba před padesáti miliony lety.
V období pleistocénu se postupující a ustupující zaledňování zasloužilo o drhnutí krajiny a ponechalo po sobě trosky skal. Poslední ústup začal před čtrnácti tisíci lety a o čtyři tisíce let později skončil na kanadské straně Severních Kaskád. Jeho výsledkem jsou údolí zaoblená do tvaru písmene U. Společně se zaledňováním měly také vliv na utvoření krajiny Alpine Lakes orogeneze a lámání.
Nejčastějšími horninami jsou intruzivní magmatické horniny s vysokým obsahem žuly, především v oblasti Foss Lakes a Enchantment Lakes. Dalšími typy hornin jsou sedimenty, metamorfované horniny, ultramafické horniny a extruzivní magmatické horniny jako čedič, andezit či ryolit. Metamorfované horniny se vyskytují především v severní části divočiny, zatímco na jihu se vyskytují vulkanické a sedimentární horniny. Wenatcheejské hory jsou utvořeny z peridotitu.

## Ekologie
Divočina Alpine Lakes je považována Americkou agenturou protekce životního prostředí jako část ekoregionu Severní Kaskády s převahou lesů a subalpinskými a alpinskými ekozónami. Indikátory jednotlivých zón jsou druhy stromů jako jedle bělokorá, jedlovec západní, jedle plstnatoplodá, jedlovec Mertensův, jedle obrovská a douglaska.
Divočina také nabízí mnohé odlišnosti jak mezi rostlinami tak mezi zvířaty. Zdejší pralesy jsou domovem následujících ohrožených druhů: skokan skvrnkovaný, potáplice lední, potápka západní, jestřáb lesní, orel skalní, orel bělohlavý, sokol stěhovavý, dřemlík tundrový, výreček plaménkový, puštík západní, rorýs srpokřídlý, datel chocholatý, datel červenolící, strakapoud mniší, datlík černohřbetý, skřivan ouškatý, brhlík běloprsý, drozdec horský, ťuhýk americký, strnádka večerní, strnádka pelyňková, netopýr Townsendův, kuna rybářská, rosomák sibiřský a rys kanadský.

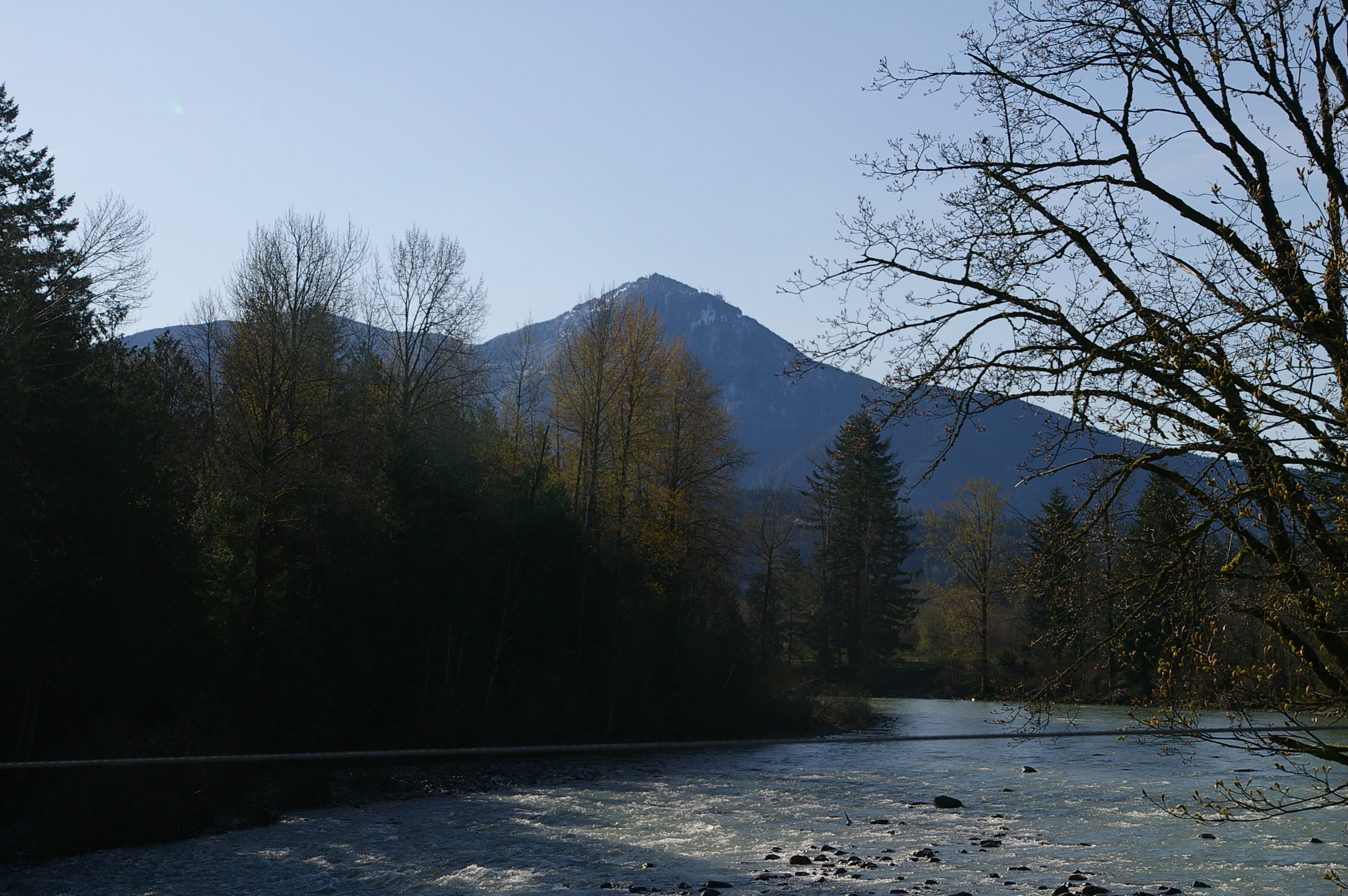
Řeka Snoqualmie s horou Mount Washington v pozadí.

Dále nám divočina nabízí mnohé ekologické výhody. Zdejší vodní prameny mají vysokou kvalitu a nachází se zde horní toky řek Skykomish, Snoqualmie, Wenatchee a Yakima. Zatímco první dvě jmenované směřují na západ, kde se stečou v řeku Snohomish, zbylé dvě řeky tečou východně do řeky Columbie. Divočina hraje také důležitou roli v užití vody. S rostoucí populací státu je její úloha stále důležitější, protože jí poskytuje čistou vodu. Rozšíření divočině k řece Pratt nabídne ochranu lesů v nižší nadmořské výšce a také dolních toků některých řek. Zdejší lesy slouží mimochodem také jako ochrana před povodněmi.

## Management
Divočinu na západě spravuje Snoqualmijský národní les a na východě Okanoganský a Wenatcheejský národní les. Nachází se zde tři stanice rangerů, v Cle Elum, Leavenworthu, Snoqualmijském průsmyku a Skykomish. Oblast je jednou z nejpopulárnějších ve státě pro outdoorové aktivity. Přestože oblast je divočinou a nesmí sem žádné motorizované dopravní prostředky, ani kola, ročně sem zavítá mnoho turistů. To samozřejmě pouze ztěžuje snahu zachránit a chránit zdejší prostředí.
Správa lesů už poskytla mnoho kroků k minimalizování turistického vlivu. Nejvyužívanější metodou je poskytnutí informací turistům, dále také vstup pouze s povolením, atd. Povolení je nutno mít vzhledem k popularitě oblasti The Enchantments.
V srpnu 2007 navrhl americký kongresman Dave Reichert rozšíření oblasti divočiny o 89 km², čímž by sem patřilo také údolí řeky Pratt. Řeka by se tak stala Národní divokou a scénickou řekou. V březnu 2009 zase senátorka Patty Murray navrhla přidělení tohoto statusu prostřednímu ramenu řeky Snoqualmie.

## Rekreace
Západní konec divočiny je přístupný přes centrální rameno řeky Snoqualmie severovýchodně od North Bendu. Město Snoqualmie Pass nabízí přístup do jihozápadní části divočiny. Z osady Salmon La Sac nedaleko Roslynu vedou mnohé stezky a lesní cesty do jižní a centrální oblasti divočiny. Stuartovo pohoří na východě je přístupné z jihu po Ingallsově potoce nebo ze severu po potoce Icicle z Leavenworthu. Na severu Iciclu jsou Chiwaukumské hory, které jsou přístupné z dálnice U.S. Route 2. Z této dálnice se dostaneme také do severní části divočiny, stejně jako ze Stevensova průsmyku.

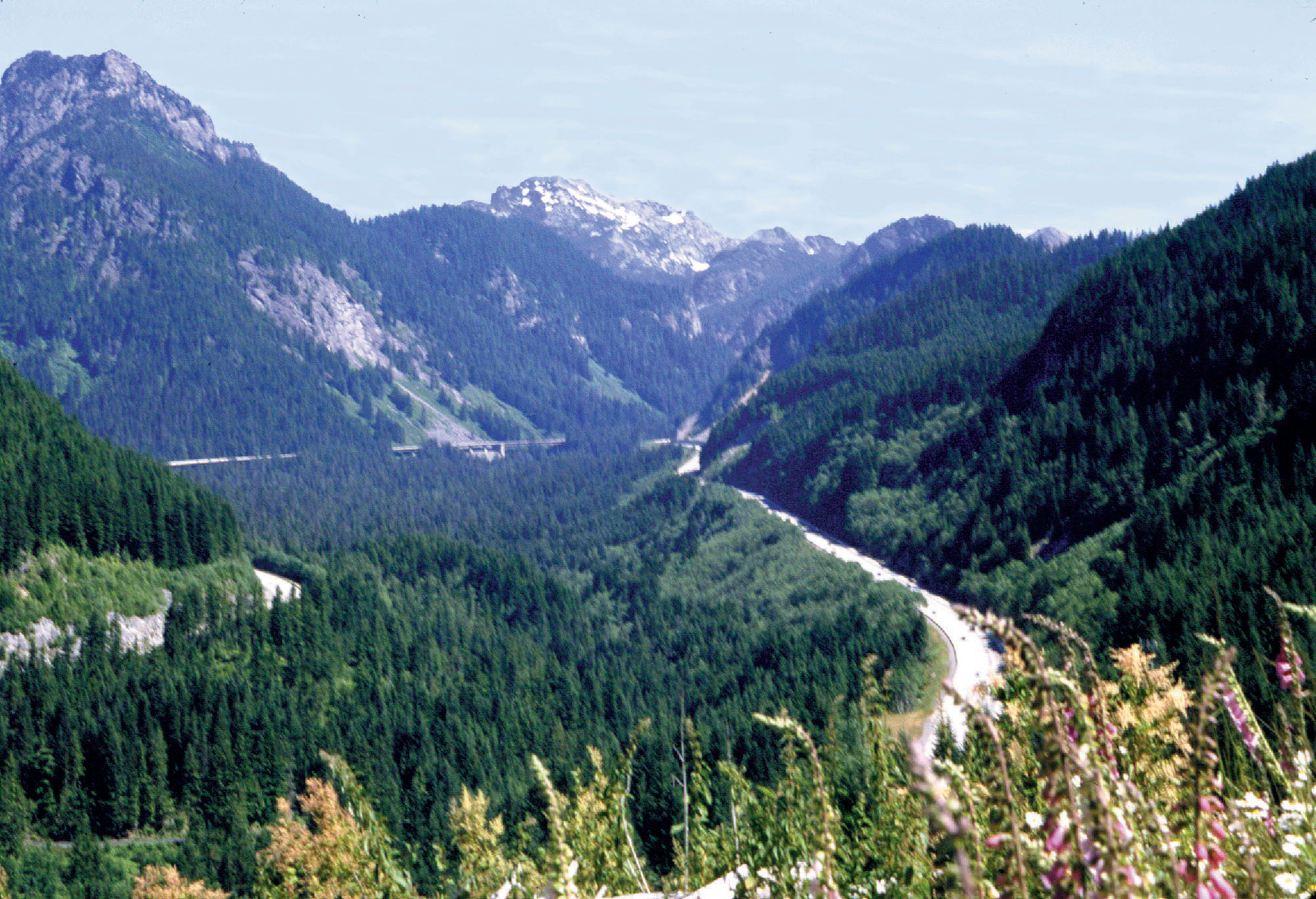
Snoqualmijský průsmyk na jihozápadě divočiny.

Část stezky Pacific Crest Trail vede divočinou, spojuje Snoqulamijský průsmyk se Stevensovým. Stezka by se neměla využívat za zimních podmínek.

## Důležité hory
- Mount Daniel - nejvyšší hora okresů King a Kittitas (2 426 m n. m.)
- Mount Stuart - nejvyšší hora divočiny (2 870 m n. m.)
- Wenatcheejské hory
- Chiwaukumské hory
- Stuartovo pohoří